# Гара-Бов
Гара-Бов (болг. Бов) — село в Софійській області Болгарії. Входить до складу общини Своге.

## Населення
За даними перепису населення 2011 року у селі проживали 1063 особи, з них 1032 особи (99,8%) — болгари.
Розподіл населення за віком у 2011 році:
Динаміка населення: